# Stanovišče
Stanovišče je naselje v Občini Kobarid.